# Motore Isuzu Circle L
Il motore Isuzu Circle L è un motore diesel prodotto a partire dal 1999 fino al 2016 dalla Isuzu per la Casa automobilistica tedesca Opel.

## Storia e caratteristiche

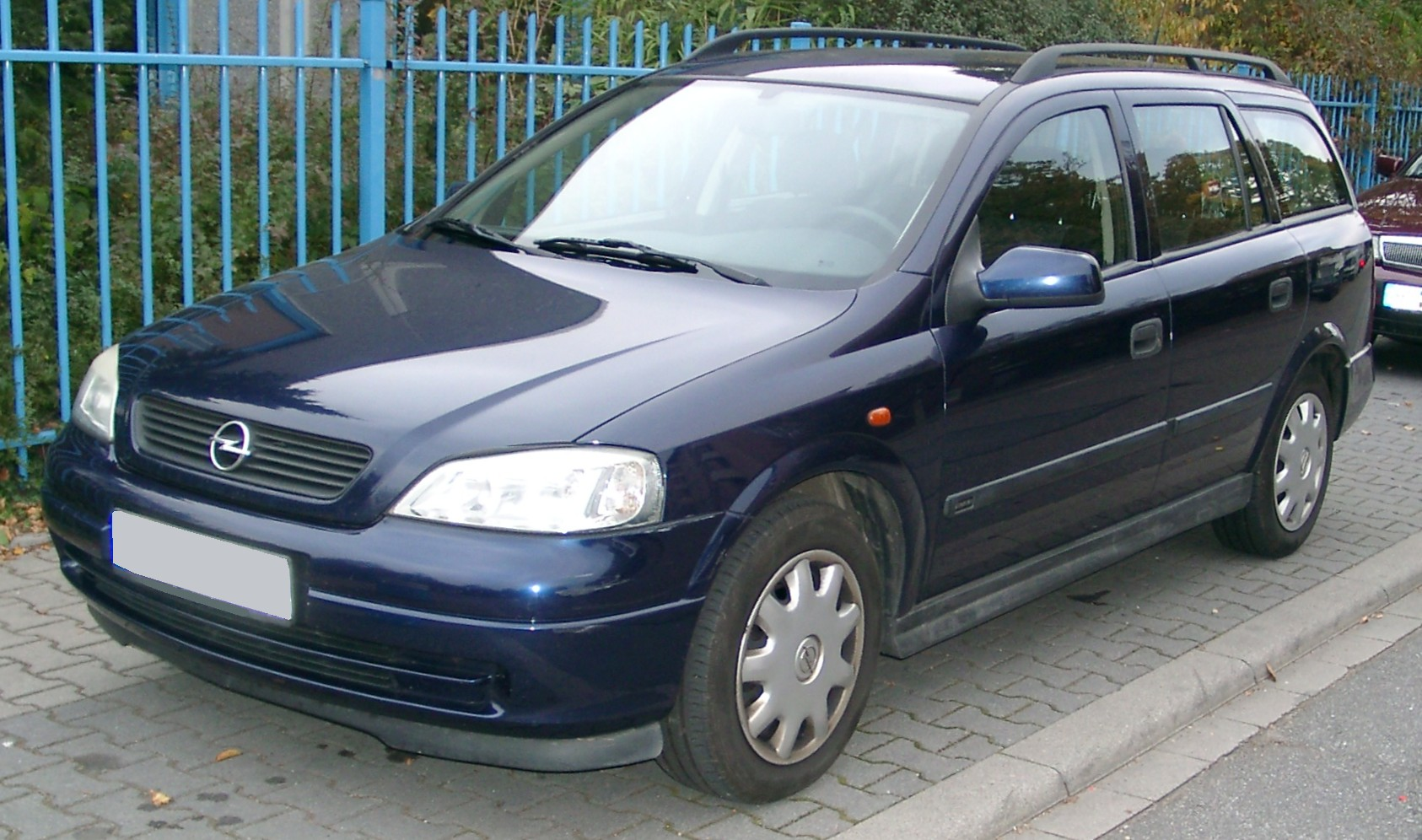
La Opel Astra G SW è un classico tra le applicazioni del motore Isuzu Circle L

Nella seconda metà degli anni novanta la giapponese Isuzu, nota per l'efficienza dei suoi motori Diesel, iniziò una nuova collaborazione con GM per la realizzazione di un nuovo motore a gasolio da destinare al mercato europeo, ed in particolare a diversi modelli Opel e Vauxhall. A tale scopo venne aperto un nuovo stabilimento nella città di Tychy, in Polonia, con ragione sociale Isuzu Motor Polska.

Per ragioni di costo produttivo si scelse di non realizzare un motore ex novo, bensì di partire da una base preesistente. Questa base venne individuata nei già collaudati motori Isuzu 4EE1 da 1.7 litri, a partire dai quali nacque la nuova famiglia di motori Circle L, noti anche come motori 4EE2 e le cui caratteristiche di rilievo sono:
- architettura a 4 cilindri in linea;
- configurazione motoristica di tipo sottoquadro;
- basamento in ghisa;
- testata in lega di alluminio;
- alesaggio e corsa pari a 79x86 mm;
- cilindrata di 1686 cm³;
- distribuzione a doppio albero a camme in testa comandati da cascata di ingranaggi e cinghia dentata;
- testata a 4 valvole per cilindro;
- alimentazione ad iniezione diretta di gasolio;
- albero a gomiti su 5 supporti di banco.

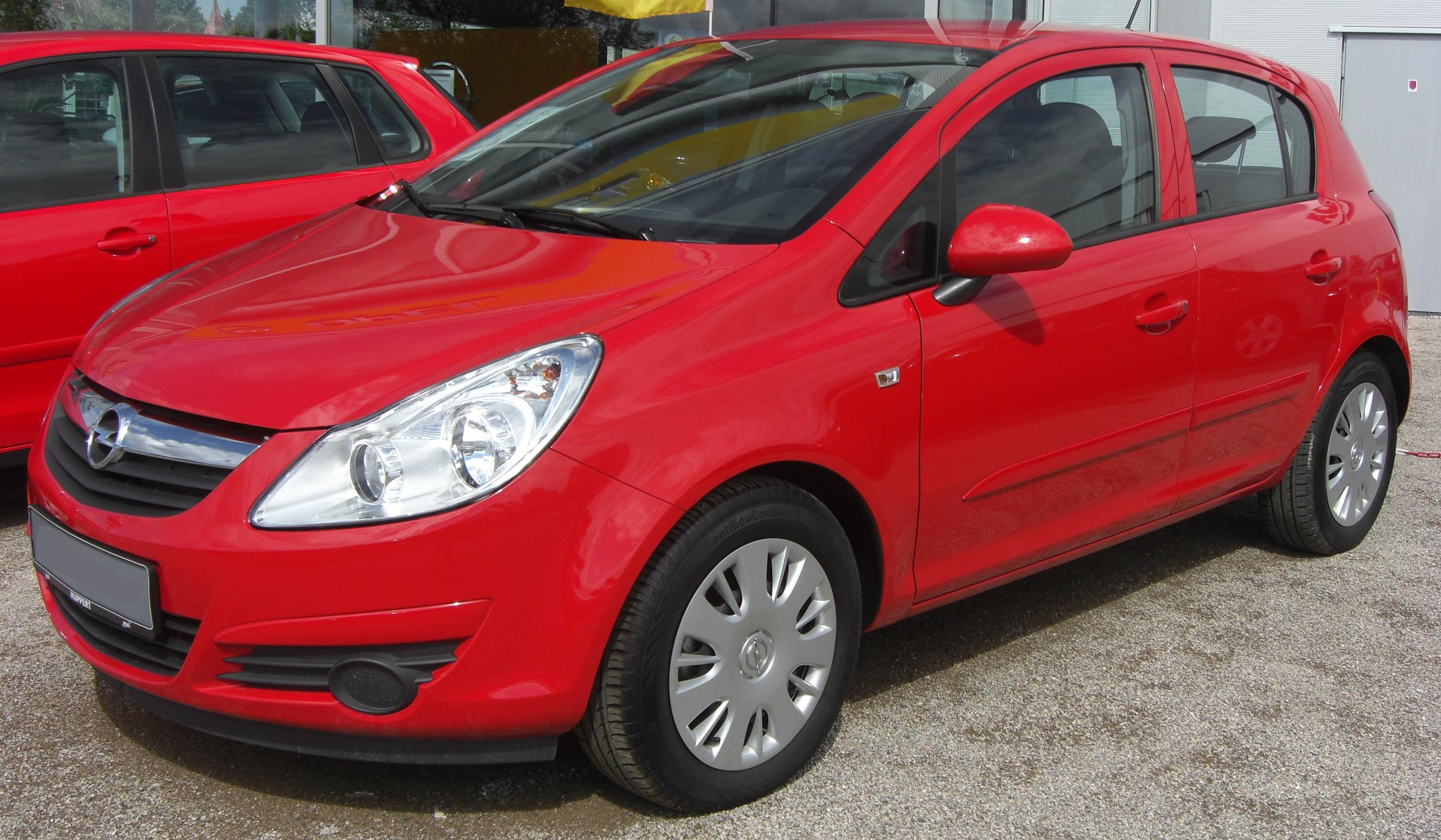
Le Opel Corsa D prevedono anche il 1.7 turbodiesel common rail 4EE2 EcoFlex

Come si può notare, sono state mantenute le stesse caratteristiche dimensionali dei 1.7 4EE1. Le principali differenze stanno nella configurazione bialbero e nell'iniezione diretta. I primi motori 4EE2 montavano una semplice iniezione diretta ed erano Euro3, mentre i successivi si sono evoluti in Euro 4 ed hanno preso ad utilizzare la tecnologia common rail. In particolare, i 1.7 Circle L common rail sono stati i primi motori common rail utilizzati su una Opel.

Per quanto riguarda il montaggio dei motori nello stabilimento della Isuzu Motor Polska, il 60% della componentistica viene dalla Germania, come pure la lega d'alluminio per la fabbricazione della testata. Anche la realizzazione e la messa a punto della distribuzione è uno dei compiti dello stabilimento polacco. Il monoblocco, invece, arriva a Tichy già montato direttamente dallo stabilimento Isuzu di Hokkaidō, in Giappone.

Questi motori hanno un'importanza particolare per la Opel, poiché equipaggiano i modelli best seller in un periodo in cui il motore diesel comincia a conoscere un periodo felice dal punto di vista commerciale. Non solo: grazie alle loro doti di scarso consumo e ridotto inquinamento, i motori Circle L sono stati integrati nella vasta famiglia dei motori Ecotec. In più, a partire dal 2008, gli stessi motori hanno subito affinamenti tali da entrare a far parte della nuova famiglia "trasversale" di motori Ecoflex.

Il 1.7 4EE2 è stato proposto in sei varianti, le cui caratteristiche ed applicazioni sono illustrate di seguito.

### Y17DT
La sigla Y17DT identifica il primissimo motore Circle L: si tratta, come già accennato, di un motore Euro 3 caratterizzato da un rapporto di compressione pari a 18.4:1. L'iniezione è di tipo diretta, con una pompa rotativa controllata elettronicamente che lavora ad una pressione massima di 1000 bar. La centralina preposta alla gestione dell'alimentazione è della Denso, come nella maggior parte dei motori Circle L. La sovralimentazione avviene grazie ad un turbocompressore Mitsubishi TD025 con intercooler. I gas di scarico, oltre ad azionare il turbocompressore, usufruiscono anche del sistema di ricircolo per diminuire ulteriormente le emissioni inquinanti.

La potenza massima dell'unità Y17DT raggiunge 75 CV a 4400 giri/min, con una coppia massima di 165 Nm compresi tra 1800 e 3000 giri/min.

Questo motore è stato montato su:
- Opel Corsa C 1.7 DTI 16v 75CV (2000-2003);
- Opel Astra G 1.7 DTI 16v (1999-2003);
- Opel Meriva A 1.7 16v DTI (2003-2005);
- Opel Combo C 1.7 16v 75CV (2001-2010).

### Y17DTL
Il motore Y17DTL è una variante depotenziata dell'unità Y17DT, rispetto alla quale differisce per l'assenza dell'intercooler, fatto che comporta una potenza massima scesa a 65 CV a 4400 giri/min, ed una coppia massima, stavolta pari a 130 N·m tra 2000 e 3000 giri/min. Questo motore, anch'esso Euro 3, è stato montato su:
- Opel Corsa C 1.7 16v 65CV (2000-03);
- Opel Combo C 1.7 16v 65CV (2001-2010).

### Z17DT
Il motore Z17DT è stato uno dei primi due motori turbodiesel common rail ad essere stati utilizzati dalla Opel. Dei due nuovi motori, questo è il migliore: forte dell'adozione di un turbocompressore a geometria variabile e di un rapporto di compressione di 18.4:1, può raggiungere la potenza massima di 101 CV a 4400 giri/min, con una coppia massima di 240 N·m a 2300 giri/min. È stato montato su:
- Opel Corsa C 1.7 16v CDTI 101CV (2003-06);
- Opel Meriva A 1.7 16v CDTI 101CV (2003-05);
- Opel Combo C 1.7 16v CDTI (2001-2010)
- Opel Astra H 1.7 16v CDTI 101CV (2004-07).

Questo motore rispetta la direttiva Euro 4 ed è dotato di una centralina di gestione Denso.

### Z17DTL
Questo è l'altro dei due motori turbodiesel a sancire l'esordio della Casa di Rüsselsheim nel mondo del common rail. È il meno efficiente dei due, poiché eroga una potenza massima di 80 CV a 4400 giri/min, con una coppia massima di 170 N·m tra 1800 e 2800 giri/min. Le centraline utilizzate sono della Bosch, ma di due modelli diversi a seconda delle applicazioni. Il rapporto di compressione è sempre invariato.

Questo motore è stato montato su:
- Opel Astra G 1.7 16v CDTI (2003-2004);
- Opel Astra H 1.7 16v CDTI (2004-2005).

In alcuni mercati, la Opel Astra G 1.7 16v CDTI è stata commercializzata con una sottovariante depotenziata di tale motore, che raggiungeva la potenza massima di 75 CV a 4400 giri/min.

### Z17DTH e A17DT
Questo motore è simile a quello siglato Z17DT che sostituisce, e del quale altro non è che una rivisitazione volta a migliorarne l'erogazione. La potenza è invariata, ma la coppia passa da 240 a 260 Nm a 2300 giri/min. È stato montato sulla Opel Meriva A 1.7 CDTI (2005-10) e sull'Opel Astra H (2004-08).

Nelle versioni più moderne, introdotte dal 2010, questo motore eroga 100 CV di potenza massima a 4000 giri/min, mentre la coppia massima è sempre di 260 Nm, ma erogati tra 1700 e 2550 giri/min. In questa configurazione, questo motore ha trovato applicazione sulla Opel Meriva B 1.7 CDTI (2010-13). Fatta eccezione per l'Astra che monta una centralina Bosch, le altre applicazioni di tale motore montano una centralina Denso.

### Z17DTR e A17DTR
Questa sigla cela una della varianti più potenti (ma non la più potente in assoluto) tra i motori Circle L. Anch'essa rispettosa della normativa Euro 4, è caratterizzata da un rapporto di compressione appena più basso, e pari a 18.2:1. Come in tutti i motori Euro 4 è presente il sistema di ricircolo dei gas di scarico. La potenza massima raggiunge 125 CV a 4000 giri/min, con un picco di coppia pari a 280 N·m tra 2000 e 2700 giri/min.

Questo motore è stato montato su:
- Opel Corsa D 1.7 CDTI 16v 125CV (2006-2011);
- Opel Corsa D 1.7 CDTI GSi (2007-2011);
- Opel Meriva A 1.7 16v CDTI 125CV (2006-2010);
- Opel Astra H 5p 1.7 16v CDTI 125CV (2007-2009);
- Opel Astra H SW 1.7 16v CDTI 125CV (2007-2010);
- Opel Astra H GTC 1.7 16v CDTI 125CV (2007-2011).

La sigla A17DTR identifica la variante Euro 5, che ha identiche caratteristiche ed è stata montata su:
- Opel Zafira B 1.7 16v CDTI 125CV (2009-2014);
- Opel Astra J 1.7 CDTI 125CV (2010-2011).

### A17DTS
Nel 2010 il motore A17DTR ha conosciuto un'ulteriore rivisitazione: qui la potenza del motore è stata portata a 110/130 CV a 4000 giri/min, mentre la coppia massima è salita a 300 Nm tra 2000 e 2500 giri/min. In questa nuova variante, tale motore ha preso la sigla di A17DTS. Questa variante ha trovato applicazione sotto il cofano di:
- Opel Corsa D 1.7 CDTI (2011-2013);
- Opel Astra J 1.7 CDTI 130cv (2011-2014);
- Opel Meriva B 1.7 CDTI 110cv (2010-2013);
- Opel Meriva B 1.7 CDTI 130cv (2010-2013);
- Opel Mokka A 1.7 CDTI (2012-2015);
- Chevrolet Cruze 1.7 VCDi (2012-2014);
- Chevrolet Trax 1.7 D (2013-2015).

### Z17DTJ e A17DTJ
Questo motore è stato la base per il 1.7 Ecoflex: qui la potenza massima raggiunge 110 CV a 3800 giri/min, con una coppia massima di 260 N·m a 2000 giri/min.

Le sue applicazioni includono:
- Opel Astra H 1.7 CDTI 16v 110 CV (2007-2009);
- Opel Astra H GTC/SW 1.7 CDTI 16v 110 CV (2007-2010);
- Opel Zafira B 1.7 CDTI 16v 110CV (2007-2010).

### A17DTC e A17DTE
Questo motore è il secondo turbodiesel nella gamma motoristica Opel ad essere stato incluso nella famiglia EcoFlex (il primo è stato un 1.3 Multijet di origine Fiat realizzato poco tempo prima). Introdotto nel 2008, si basa sulla normale unità Z17DTJ, proposta in contemporanea dalla Casa tedesca, ed è caratterizzato da una riduzione degli attriti degli organi in movimento, in modo da ottimizzare il rendimento termico e rispettare la normativa Euro 5. Le prestazioni sono identiche all'unità Z17DTJ di origine.
È stato montato su:
- Opel Meriva B 1.7 16v CDTI 110CV (dal 2010);
- Opel Astra H 1.7 16v CDTI 110CV (2008-2011);
- Opel Zafira B 1.7 16v CDTI 110CV (2008-2014);
- Opel Astra J 1.7 16v CDTI 110CV (2010-2014).